# Biserica Mitocul Maicilor din Iași
Biserica „Cuvioasa Parascheva” (Mitocul Maicilor) din Iași este o biserică ortodoxă din municipiul Iași, care a fost construită în anul 1819 de către postelnicul Mihail Pascu, pe locul unor biserici mai vechi cu același hram. Lăcașul de cult este situat în centrul orașului Iași, pe str. Pasajul Trianon nr. 1, în spațiul dintre Bulevardul Independenței și strada Lăpușneanu, lângă fosta reședință domnească a lui Alexandru Ioan Cuza (astăzi Muzeul Unirii din Iași). Ea are hramul Sfintei Cuvioase Parascheva (14 octombrie).
Numele de „Mitocul Maicilor” provine de la faptul că în chiliile din jurul bisericii au locuit o perioadă călugărițele mutate de la Mănăstirea Socola, în 1803, la înființarea seminarului teologic. Pe timpul domniei lui Alexandru Moruzi, maicile sunt mutate la Mănăstirea Agapia. Biserica mai este cunoscută și sub numele de „Biserica lui Cuza” pentru că a făcut parte din curtea palatului domnitorului Alexandru Ioan Cuza. 
Biserica „Cuvioasa Paraschiva” (Mitocul Maicilor) din Iași a fost inclusă pe Lista monumentelor istorice din județul Iași din anul 2015, având codul de clasificare cod LMI IS-II-m-B-04082.

## Istoric

### Primele lăcașuri de cult

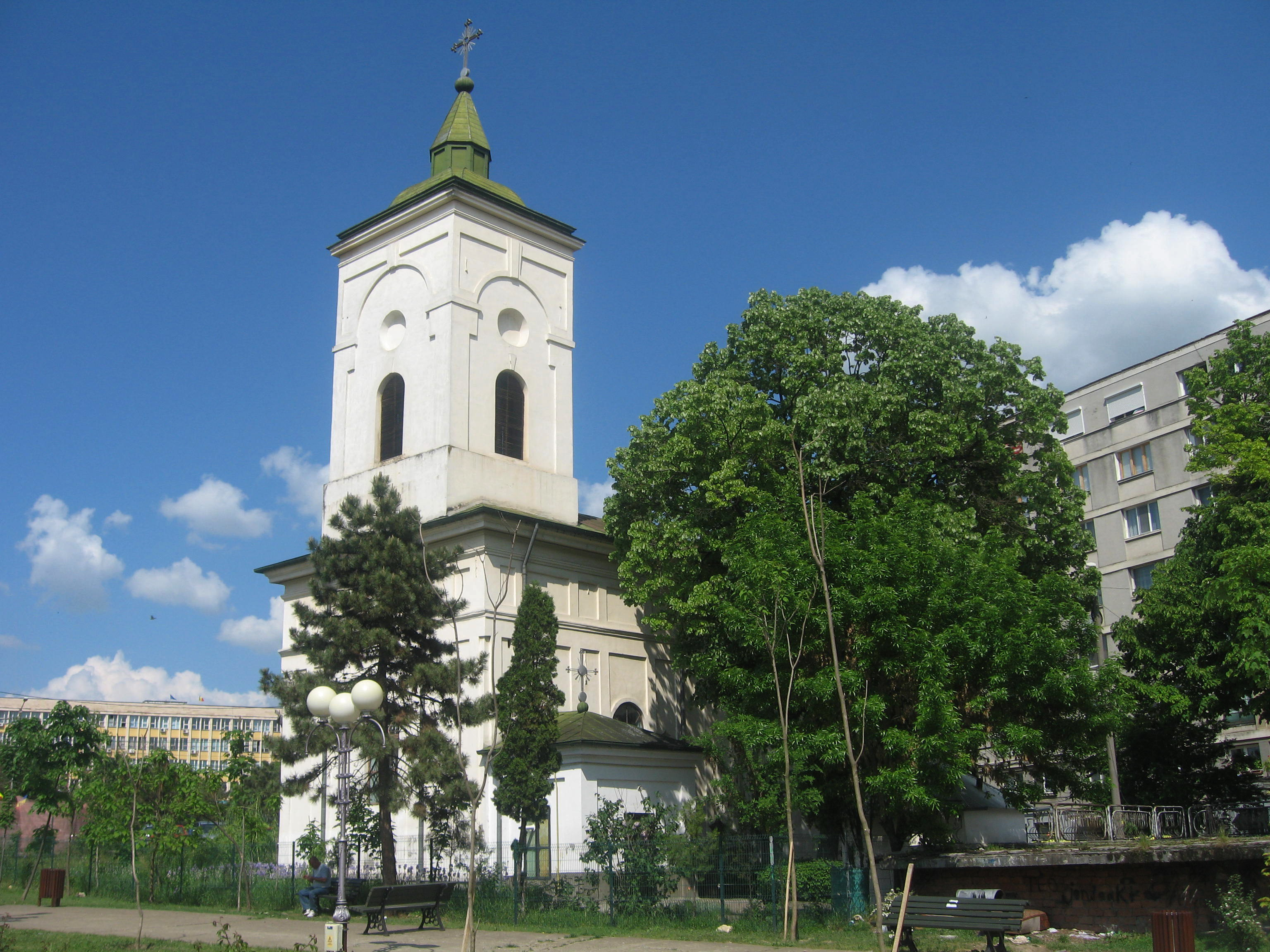
Biserica văzută dinspre Muzeul Unirii

În secolul al XVII-lea, târgul Iași avea în partea dinspre nord o mahala ce se numea Muntenimea de Sus, unde locuiau meșteșugari și negustori. În mahala se găsea un maidan, unde se făceau schimburi de mărfuri.
În jurul anului 1680, în apropiere de Biserica Banu, unde se ținea slujba în limba română spre deosebire de alte biserici unde se slujea în limbile slavonă sau greacă, meșteșugarii și negustorii mahalalei Muntenimea de Sus au construit o biserică din piatră și cărămidă. Această biserică avea hramul “Sf. Parascheva”, iar unii autori indică drept ctitor în mod eronat pe logofătul Nestor Ureche.	
În anul 1760, edificiul a fost refăcut de Vasile Roset. După Pacea de la Iași din 1792 dintre ruși și turci, biserica a fost sfințită de mitropolitul Iacov Stamate, intrând sub oblăduirea Mitropoliei Moldovei. 
În 1803, mitropolitul Veniamin Costachi a mutat aici maicile de la Mănăstirea Socola, acolo unde se înființase primul seminar teologic din Moldova. În imediata apropiere a bisericii au fost construite două clădiri scunde cu cerdac larg, unde au locuit o perioadă un număr mare de maici. Călugărițele viețuitoare în jurul bisericii, cu metanie la Mănăstirea Văratec din Ținutul Neamțului, au denumit această biserică „Mitocul Maicilor”.
Maicile au locuit aici o perioadă scurtă, ele fiind mutate de către domnitorul Alexandru Moruzi (1792, 1802-1806, 1807), printr-un hrisov din 1 septembrie 1803, la Mănăstirea Agapia (din Ținutul Neamțului), iar chiliile au rămas ca metoace în stăpânirea mănăstirilor de la Agapia și de la Văratec. În decizia de mutare, domnitorul a justificat că chiliile din centrul Iașului nu reprezintă un loc potrivit pentru o mănăstire.

### Biserica actuală
În anul 1819, biserica a fost refăcută, din nou, de postelnicul Mihail Pascu. Unii autori susțin că, în a doua jumătate a secolului al XIX-lea, Biserica Mitocul Maicilor s-ar fi aflat în curtea palatului domnitorului Al.I.Cuza (astăzi „Muzeul Unirii”), căruia i-a slujit drept capelă. Din acest motiv, ea ar mai fi fost cunoscută și sub numele de „biserica lui Cuza”. Cercetătorul Sorin Iftimi și-a exprimat îndoiala cu privire la situarea celor două clădiri în aceeași incintă. În prezent, biserica este împrejmuită cu un gard metalic și separată de curtea fostului palat domnesc de un mic parc. 
Până la secularizarea averilor mănăstirești (decembrie 1863), acest lăcaș de cult s-a aflat în administrarea Mănăstirii Văratec. În perioada 1864-1892 a fost trecut sub administrația orașului Iași, care îi plătea pe preoții slujitori. Prin legea clerului mirean din 1892, Biserica Mitocul Maicilor a revenit în patrimoniul Mitropoliei Moldovei, care a declarat-o de sine stătătoare, având personal permanent de slujire. În 1925, prin legea de organizare a Bisericii Ortodoxe Române, Biserica Mitocul Maicilor a devenit filială parohială a Bisericii Banu, îndeplinind acest rol și în prezent. În chiliile bisericii au locuit maici, elevi seminariști, studenți etc. În jurul bisericii se afla un cimitir.
Fiind deteriorat, lăcașul de cult a fost reparat în 1936. Cu acest prilej, flotila aeriană condusă de comandorul aviator Constantin Argeșanu (1894-1964) împreună cu preotul Cezar Vuza au înălțat o troiță de piatră în curtea bisericii.
În urma cutremurelor și a distrugerilor din cel de-al doilea război mondial, biserica a fost serios avariată, ajungând într-o stare de ruină. “Părintele deschidea biserica numai la hram, pe 14 octombrie, iar eu și mama veneam cu câteva zile înainte pentru a face curat, pentru că arăta jalnic. Plafonul avea fisuri așa de mari, încât puteai băga mâna. Pereții erau negri, plini de păianjeni, podeaua era ruptă, iar covoarele se învechiseră și erau urâte“, își amintea Oltea Horecica, o enoriașă a bisericii.
În 1959, cu prilejul aniversării a 100 de ani de la Unirea Principatelor, fațada exterioară a bisericii a fost restaurată. O altă serie de reparații au avut loc în 1966, prilej cu care a fost zugrăvită în interior, i s-a reparat acoperișul, a fost înlocuit stâlpul de susținere a crucii de pe turla clopotniței. Cheltuielile de reparații s-au făcut cu sprijinul Mitropoliei Moldovei și Sucevei și donațiile credincioșilor. Sfatul Popular al orașului Iași a realizat pavajul înconjurător.
Reparațiile bisericii au fost finalizate în 1990, iar la 19 iunie același an a avut loc slujba de resfințire oficiată de mitropolitul Daniel Ciobotea al Moldovei și Bucovinei. 
Nefiind biserică parohială aici au slujit preoți desemnați de Mitropolie, ca de exemplu: pr. Mircea Stoleriu (1990-1996), pr. prof.dr. Gheorghe Popa (1996-2001) și pr. prof.dr. Petre Semen (din 2001).
Se pare că biserica a avut un timp și hramul “Cuviosul Părinte Antonie cel Mare” (17 ianuarie).
Pe peretele exterior al absidei altarului a fost amplasată o tăbliță cu următorul text: „România. Monument de artă. Biserica Mitocul Maicelor. 1792”. În partea de nord-vest a bisericii, lângă gardul împrejmuitor, a fost înălțat Monumentul victimelor regimului comunist, turnat la Arad și amplasat în anul 2010.

## Descrierea bisericii

### Arhitectura

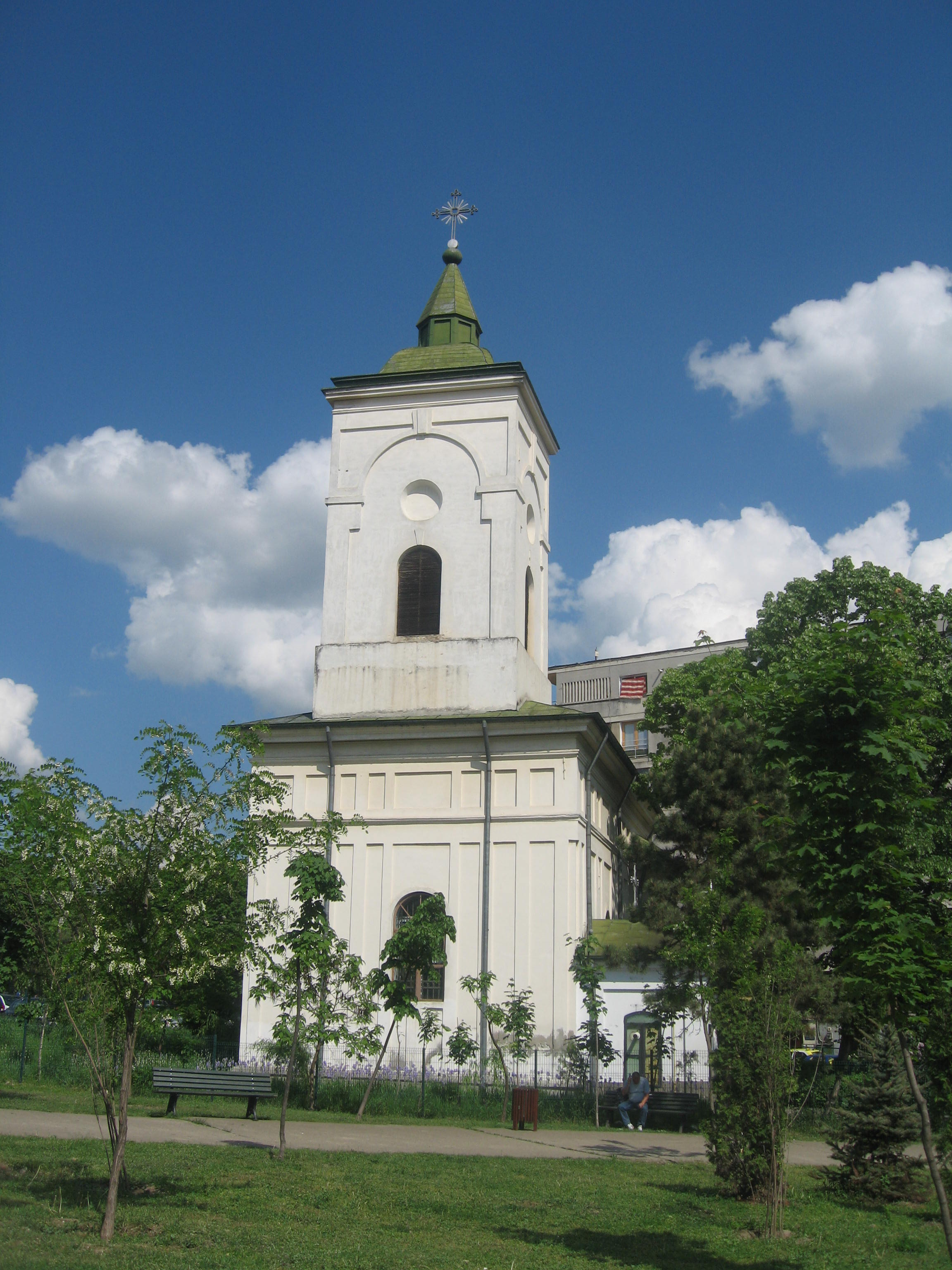
Turnul clopotniță

Biserica Mitocul Maicilor este construită din cărămidă și piatră, în plan treflat, cu acoperișul în șarpantă. Ornamentația exterioară este bogată și constă în câteva motive decorative minimale, de inspirație neoclasică sau barocă. 
Intrarea se face printr-un pridvor adăugat pe latura sudică. Deasupra pronaosului se află un turn clopotniță. Pe latura sudică a altarului este o altă ușă de intrare. Edificiul are șase ferestre, una în absida altarului, câte una în fiecare absidă laterală și câte una pe fiecare din cei trei pereți exteriori ai pronaosului.
Biserica este tencuită în interior (și nu este pictată) ca și în afară. 	

### Iconografia
În interior, biserica nu a avut pictură. Pe cele două calote ale naosului are zugrăveală în apă. Catapeteasma este din lemn sculptat și icoana Cinei cea de taină este în stilul picturii italiene. Restul icoanelor din catapeteasmă sunt în pictură post bizantină, lucrate de meșteri zugravi din prima jumătate a secolului al XIX-lea.

### Odoare de preț
Printre obiectele de cult de valoare se mai păstrează un potir de argint din 1795, “Evanghelia” (ediția de Râmnic) din 1784, Evanghelia mare de la Mănăstirea Neamț din 1821 și un chivot de argint din 1824.
Biserica mai dispune și de obiecte cu valoare istorică cum sunt jilțul domnesc al primului domnitor al Principatelor Unite, Alexandru Ioan Cuza (trecut în inventarul lăcașului de cult); epitaful cusut în fir în 1880 de schimonahia Eupraxia Vârnav; amvonul sculptat în lemn de la începutul secolului al XIX-lea. Cercetătorul Sorin Iftimi afirmă că acel tron nu era a lui Cuza, acest lucru rezultând din analiza stemei aflate pe acesta.

### Necropolă
În curtea bisericii se află o troiță de piatră cu inscripția “In hoc signo vinces”, o sculptură cu un porumbel și un acoperiș tot de piatră. Aceasta a fost amplasată aici în anul 1936.
Lângă troiță sunt câteva pietre de mormânt vechi, cu inscripții cu caractere slavone aproape șterse. Pe un monument în formă de obelisc, sub o coroană domnească, se poate citi numele Natalia Cantacuzino. Tot aici se află mormintele Mariei Russo, mama poetului Alecu Russo, și a baroanei Ecaterina Stratache, după cum relatează ziarul "Opinia" din 3 aprilie 1936.

## Imagini

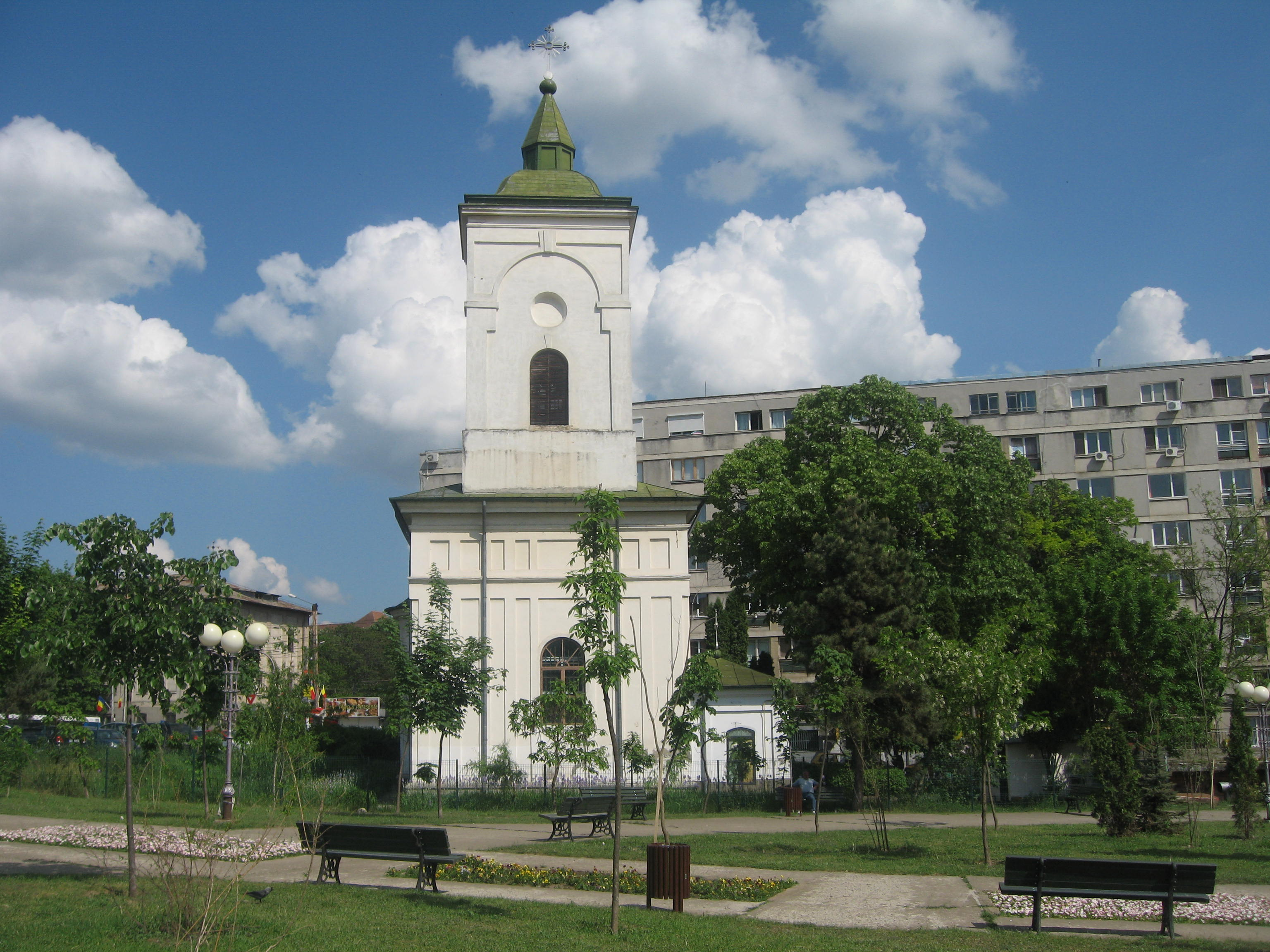
Biserica Mitocul Maicilor din Iaşi
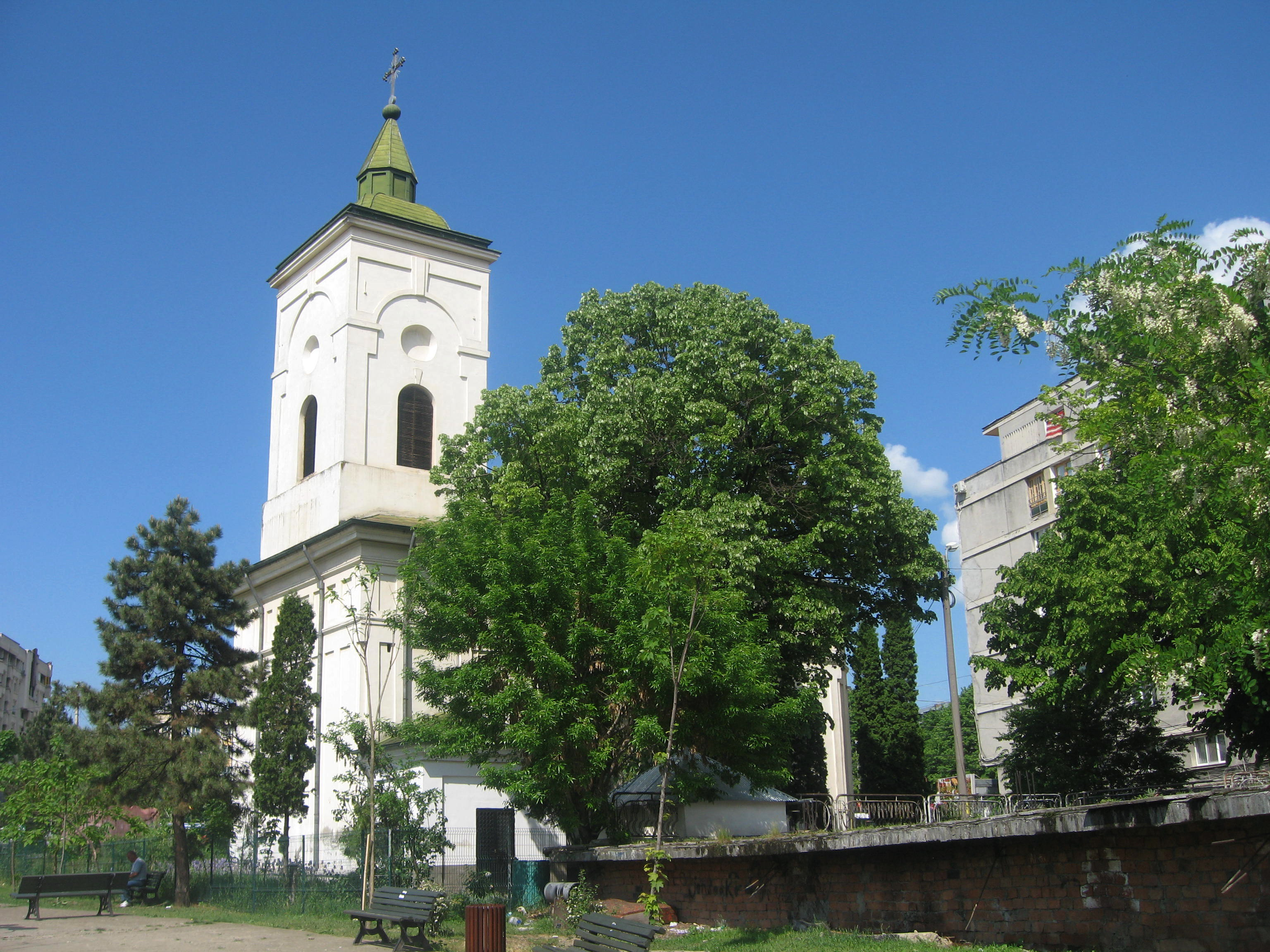
Biserica Mitocul Maicilor din Iaşi
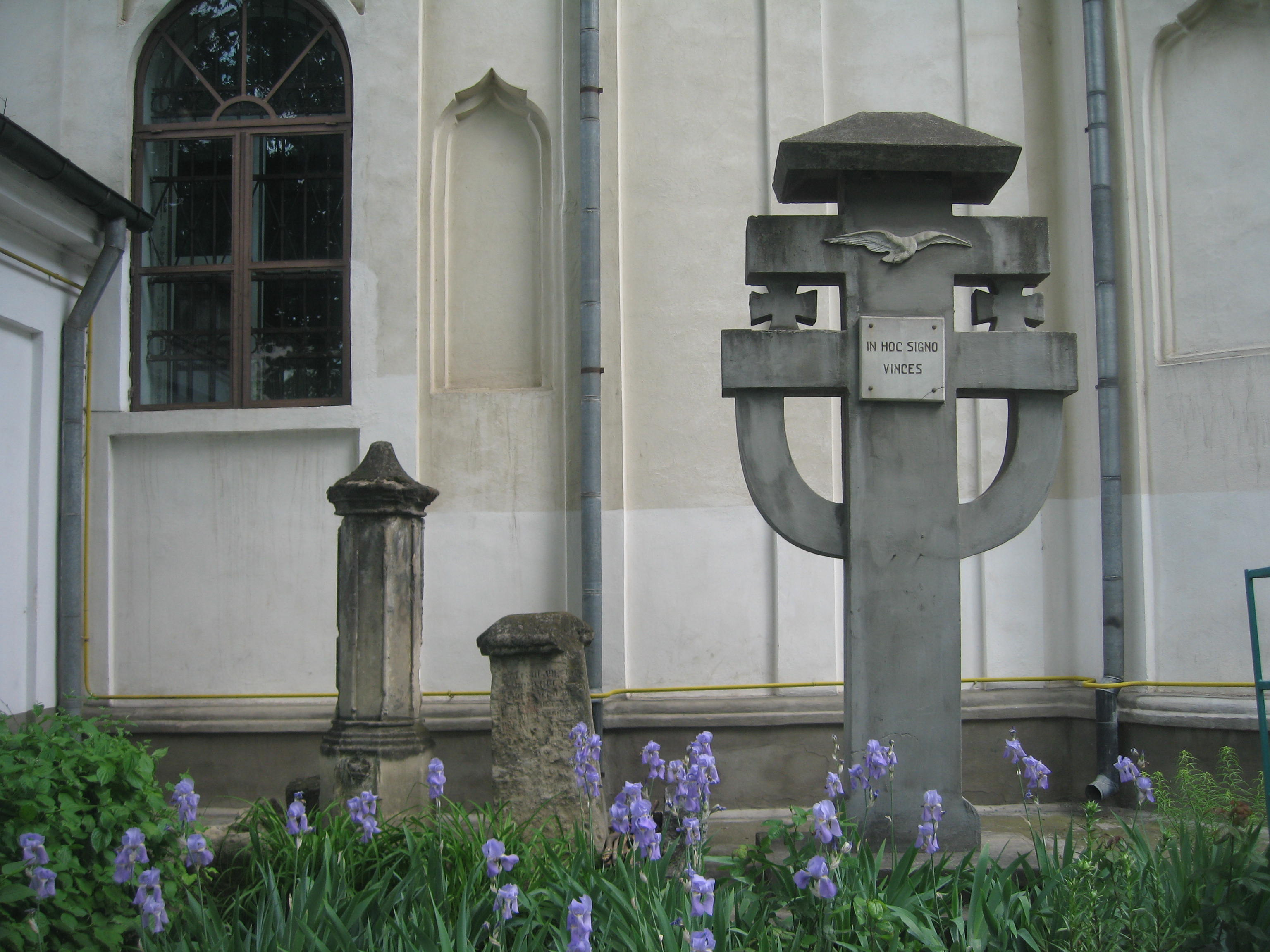
Troiţa şi mormintele din faţa bisericii
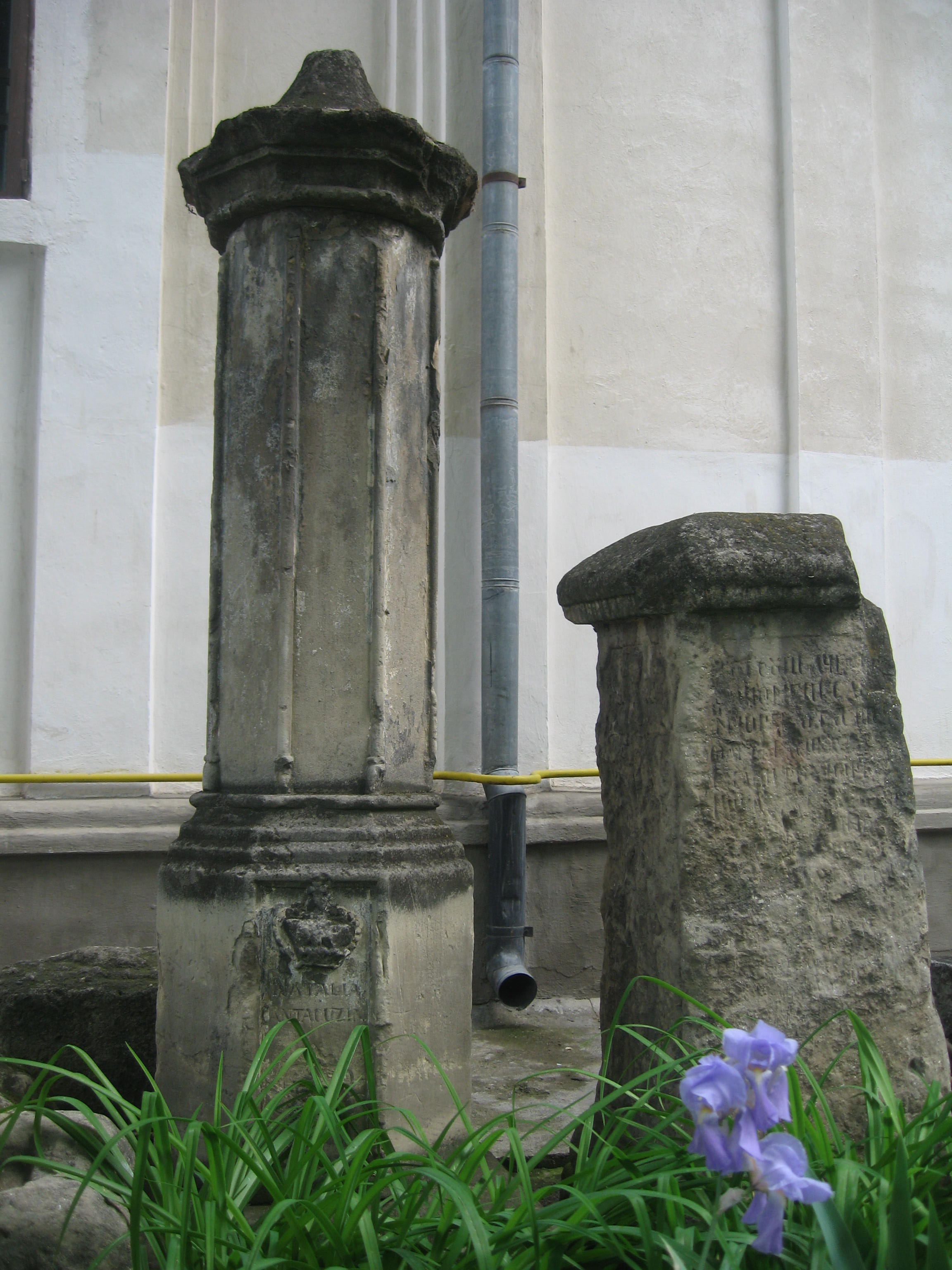
Mormântul Nataliei Cantacuzino